# Miki Yeung
Miki Yeung (14 de febrero de 1985) es una actriz y cantante cantopop hongkonesa. En el 2002, se unió a un grupo musical de género cantopop llamado Cookies. En el 2005, tras participar en una película titulada "B420", fue galardonada por el Premio "Grand Prix Award". El 19º Festival de Cine Asiático organizado en Fukuoka, Japón. Actualmente es presentadora de televisión y conduce un programa llamado " Love Academy", difundida por el canal J2. En el 2012, firmó un contrato como artista principal con la red TVB.

## Discografía

### Como parte del grupo Cookies
| Álbum # | Información                                                                    |
| ------- | ------------------------------------------------------------------------------ |
| 1st     | Happy Birthday - Released: April, 2002 - Label: EMI Hong Kong                  |
| 2nd     | Merry Christmas - Release Date: 23 de diciembre de 2002 - Label: EMI Hong Kong |

### Como parte de mini Cookies
| Álbum # | Información del álbum                                                                                       |
| ------- | --- |
| 3rd     | All The Best - Released: 13 de agosto de 2003 - Label: EMI Hong Kong                                        |
| 4th     | 4 Play - Release Date: January, 2004 - Label: EMI Hong Kong                                                 |
| 5th     | 4 in Love - Release Date: 17 de diciembre de 2004 - Label: EMI Hong Kong                                    |
| 6th     | 903 California Red: Eleven Fires Concert(11團火音樂會) - Release Date: October, 2004 - Label: EMI Hong Kong |

## Filmografía
| Año  | Nombre                                  | Personaje |
| ---- | --------------------------------------- | --------- |
| 2002 | Nine Girls and A Ghost 九個女仔一隻鬼   |           |
| 2003 | Feel 100% 2003 百分百感覺 2003          | Jackie    |
| 2004 | Three... Extremes Dumplings 三更2 餃子  | Kate      |
| 2005 | Dragon Reloaded 龍咁威II 之 皇母娘娘呢? | Miki      |
| 2005 | b420                                    | Koey      |
| 2006 | McDull, The Alumni 春田花花同學會       |           |
| 2006 | Undercover Hidden Dragon 至尊無賴       | Sa        |
| 2006 | Dating a Vampire 愛上屍新娘             | Jade      |
| 2006 | Love @ First Note 戀愛初歌              | Mini      |
| 2006 | Fatal Contact 黑拳                      | Siu Tin   |
| 2007 | Love Is Not All Around 十分愛           | Mon       |
| 2007 | It's a Wonderful Life 心想事成          |           |
| 2008 | L for Love L for Lies 我的最愛          | Ah Min    |
| 2008 | Fate 阿飛                               |           |
| 2008 | Forgive and Forget 親愛的               |           |
| 2009 | Love Connected 保持愛你                 | Ah Min    |
| 2011 | Lan Kwai Fong                           | Ah Milk   |
| 2013 | Sniper Standoff                         |           |
| 2014 | Hello Babies                            |           |